# 袁意奋
袁意奋（1917年—2007年5月29日）湖南省慈利县人，中国人民解放军少将。

## 生平
1934年，袁意奋参加中国工农红军。1935年加入中国共产主义青年团，1935年12月转为中国共产党党员。第一次国共内战时期，袁意奋历任宣传科工作员、文书、干事、红二军团四师十团俱乐部主任等职务，参加了长征。
抗日战争时期，袁意奋历任八路军第120师教导团连政治指导员。1938年入抗日军政大学学习。1939年起，历任120师教导营总支书记，358旅教导大队党总支书记，358旅714团政治处股长，副主任，主任等职。参加了百团大战。
第二次国共内战时期，袁意奋历任晋绥野战军独立第一旅二团副政委，绥蒙军区第7团政委，第11军分区政治部主任，第一野战军第1军2师政治部副主任等职。。
中华人民共和国成立后，袁意奋历任任海军学校一分校政委。1954年入苏联伏罗希洛夫海军学院学习。1958年毕业回国后，历任南海舰队湛江基地政委，榆林基地司令员兼政委。1959年，率领由“南宁”号护卫舰和“泸州”号猎潜艇组成的巡逻编队，从榆林港出发，巡航西沙海区。1963年，贺龙元帅率中国体育代表团赴印度尼西亚参加新兴力量运动会，袁意奋亲自带领舰船为之归国护航，后任海南军区副司令员兼榆林基地司令员，国防部第七研究院政委，海军政治部顾问，海军装备技术部政委等职。
1955年，袁意奋获授大校军衔，1964年晋升为少将军衔。曾获二级八一勋章、一级独立自由勋章、一级解放勋章、一级红星功勋荣誉章。
2007年5月29日，享受正兵团职待遇的袁意奋在北京病逝，享年90岁。